# Ашурбековы
Ашурбековы (азерб. Aşurbəyovlar), или Ашурбейли (азерб. Aşurbəyli) — азербайджанский бекский (дворянский) род.

## История
Первые сообщения о родоначальнике рода, Ашур-хане из тюркского племени афшар, сообщает Аббас-Кули-ага Бакиханов. Он пишет, что в 1743 году Главнокомандующий войсками Бакинского Ханства Ашур-бек, Сардар области Азербайджан вместе с Фетх-Али-беком Афшаром двинулся со своим войском из Баку в город Ширван для подавления мятежа организованного со стороны людей из города Ревана (Эриван) во главе с преступником из Марнеули Мирза Гусейном, который выдавал себя за потомка Сефевидов. Бой между войсками Ашур-хана и Фетх-Али хана с одной стороны и Сам-Мирзы и его союзником Мухаммедом, сыном Сурхая Казикумукского с другой завязался у города Ахсу. Потерпев поражение, Сам-Мирза удалился в Грузию, а войска Ашур-хана и Фетх-Али хана осадили и взяли Ахсу. За эти заслуги Надир-шах подарил Ашур-хану земли на Апшеронском полуострове, включая деревни Сабунчи, Кешля, и Забрат. Впоследствии эти нефтеносные земли закрепились за потомками Ашур-хана. После взятия Баку русскими, потомки Ашур-хана были записаны как потомственные дворяне под фамилией Ашурбековых.
У Ашур-хана было пять сыновей: Абдулла-бек, Гаджи Аждар-бек, Иса-бек, Насрулла-бек и Бешир-бек. Старший сын Гаджи Аждар-бек Ашур-бек при последнем бакинском хане и при царской администрации «на бекских правах» владел деревнями Сабунчи и Забрат. Во время русско-персидской войны он поддержал свергнутого бакинского хана Гусейн Кули-хана, который с шахским войском подошёл к Баку и осадил город. Потерпев поражения в войне, персидские войска начали отступать на юг, а вслед за ними на юг отступил Гусейн Кули-хан. Поддержавшие его беки примкнули к нему, среди которых был и Ашур-бек вместе со своим сыном Ахмед-беком, а также некоторые члены семьи. Их имущество было распределёно среди родственников. В 1873 году «Бекская комиссия» подтверждает бекское происхождении семьи таким образом, потомство Гаджи Аждар-бека и Башир-бека, старших сыновей Ашур-хана Афшара было признано в потомственном бекском достоинстве под фамилией Ашурбековы. Далее некоторые представители этой семьи носили и носят по сей день фамилию Ашурбейли и Ашурлы. В конце XIX века на родовых землях Ашурбековых были открыты крупные нефтяные месторождения, благодаря которым Ашурбековы стали одной из богатейших семей дореволюционного Баку.

## Известные представители
В книге историка Сары Ашурбейли, происходившей из рода Ашурбековых, «История города Баку» перечисляются имена 9 представителей рода Ашурбековых:
- Алияр-бек — отказался от титула бека. Впоследствии он и его дети стали раятами[4].

- Набат ханум Коджа-бек кызы (1795—1912) — приходилась внучкой Гаджи Имам Верди-бека Ашур-хан оглы. Набат-ханым была замужем за богатым купцом Гаджи Муса Рза Рзаевым, от брака с которым имела сына Гаджи Аббас-Гулу Рзаева и дочерей Ашраф и Гюльбиста. Набат ханум владела многомиллионным состоянием, состоящим из нефтяных промыслов доходных домов и получила известность как благотворительница. Она пожертвовала большую сумму денег на строительство шолларского водопровода, а также участвовала в финансировании больницы в Сабунчи где бедные и сироты лечились за её счёт, бани для бедных жителей города Баку и т. д.[4] Набат ханум участвовала в финансировании строительства самой большой мечети в Баку — Тезе Пир, для чего был приглашён известный архитектор Зивяр-бек Ахмедбеков. Она выделила деньги архитектору и отправила его в путешествия по странам востока где он должен был ознакомиться с архитектурой тамошних мечетей. По возвращении Зивяр-бек представил проект мечети с двумя двухъярусными минаретами[5]. Строительство началось в 1905 году и завершилось в 1914 году. Однако из за вмешательства губернских властей минареты были построены только до первого яруса. Для закладки первого камня в основание мечети Набат ханум пригласила Гаджи Зейналабдин Тагиева, который вставил последний камень мечети по завершении строительства[6], но Набат ханум не дожила до окончания строительства, и после её смерти этим делом занимался её сын Гаджи Аббас Гули Рзаев[7]. Набат-ханум скончалась в возрасте 117 лет и похоронена у входа в построенную ею мечеть[4].

- Теймур-бек Кара-бек оглы (1834 — сентябрь 1908) — приходился внуком Гаджи Имам Верди-бека Ашур-хан оглы. Теймур-бек являлся владельцем обширных земельных угодий и нефтяных месторождений в Сабунчи. Он занимался благотворительной деятельностью. В частности на его деньги строились школы и больницы в Сабунчи, а также ремонтировались мечети. Теймур-бек был женат на жительнице села Забрат Туту ханум и имел двоих сыновей Бала-бека и Али-бека, а также дочерей Джаваир ханум, Бегим ханум и Умм Лейла ханум. В 1904 году в Баку на нынешней улице Гоголя по проекту Иосифа Викентьевича Гославского был построен особняк, который Теймур-бек преподнёс сыну в качестве свадебного подарка. После его смерти жена, выполняя завещание покойного, в сопровождении сорока паломников перевезла тело Теймур-бека в священный для мусульман-шиитов город Кербела. Похоронив мужа, она построила над его могилой мечеть[4][8].
- Хаджи-Мехти Кули-бек (1851—1926) — сын Ахмед-бека. В 1894 году был послан в Москву представителями аристократии и дворянства города Баку на последующую коронацию Николая II с богатыми подарками, одним из которых был золотой кинжал с драгоценными камнями, за что был награждён орденом Святого Станислава[4]. Почетный член Ведомства учреждений императрицы Марии[9].
- Хаджи Ибрагим Аждар-бек Ашурбеков (1858—1923) — знаменитый нефтепромышленник и меценат, сын Мусахан-бека. Гаджи Аждар-бек финансировал строительство Голубой мечети в Баку, строительство которой велось с марта 1912 года по декабрь 1913 года. Проект мечети разработал архитектор Зивер-бек Ахмедбеков[10][11]. Гаджи Аждар-бек похоронен там же[4], у мечети, расположенной сегодня на улице Самеда Вургуна, напротив Парка офицеров.
- Иса-бек Хаджи Мехти Кули-бек оглы Ашурбеков — меценат и общественный деятель. Иса-бек родился в 1878 году[12]. Финансировал газету «Иршад», которая издавалась под редакцией Ахмед-бека Агаева[13]. Входил в руководство организации Гуммет[14]. Также являлся членом правления общества «Ниджат»[15]. Был арестован 31 декабря 1937 года и расстрелян[4].

- Бала-бек Ашурбеков (1882—1937) — сын Теймур-бека Ашурбекова и отец известного азербайджанского историка Сары Ашурбейли. Бала-бек родился в 1882 году. Окончил русскую гимназию и экономические курсы в Тифлисе. Занимался предпринимательской деятельностью и вместе со своим старшим братом Али-беком (1878—1940) — меценатством. Дали образование Рухулле Ахундову (реальное училище), академику Мир Асадулла Миркасимову (Медицинский институт в Одессе), Ханифа Пирвердиеву (реальное училище) и др. Принимали участие в строительстве Бакинского водопровода, больницы в Сабунчи, и строительстве большой мечети в Петербурге[4]. После падения АДР он переехал вместе с семьёй в Стамбул. Во время НЭПа по совету брата он возвратился в Баку, где его арестовали и сослали в Караганду, где в 1937 году его расстреляли. В 1965 году Бала-бек Ашурбеков был реабилитирован посмертно[16].

- Решад-бек (1909—1944) — сын Бала-бека Ашурбекова. Был военврачом только окончившим медицинское училище. В годы Великой Отечественной войны был смертельно ранен при взятии советскими войсками Будапешта осенью 1944 года. Похоронен в одном из селений около Будапешта[4].
- Игорь Ашурбейли — российский предприниматель. Председатель совета директоров холдинга «Социум», научный руководитель КБ-1. В 2001—2011 годах — Генеральный директор НПО ОАО «ГСКБ „Алмаз-Антей“»[17]. С 12 октября 2016 года — основатель и король (Глава Нации) космического государства Асгардия.

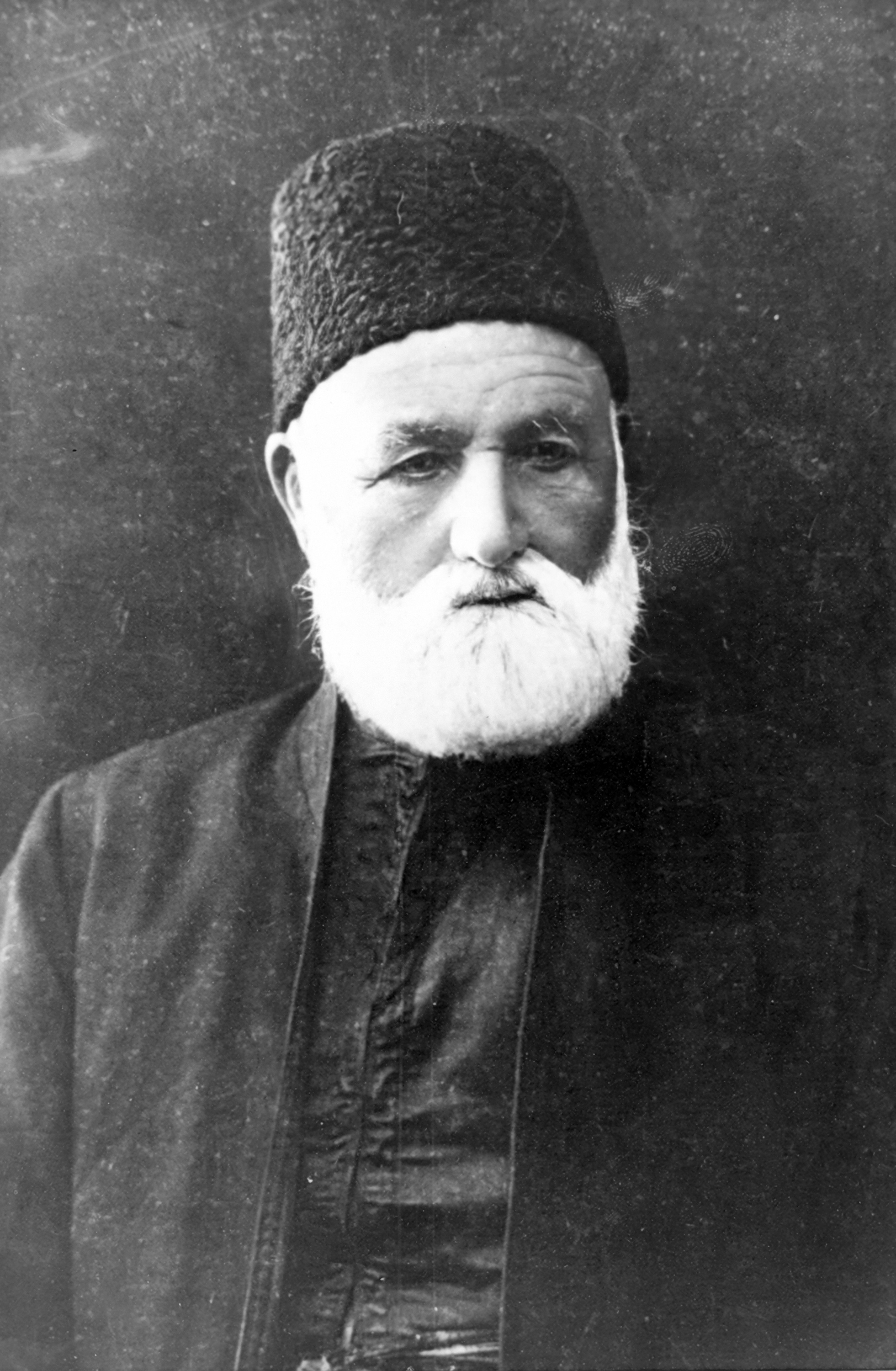
Теймур-бек Ашурбеков
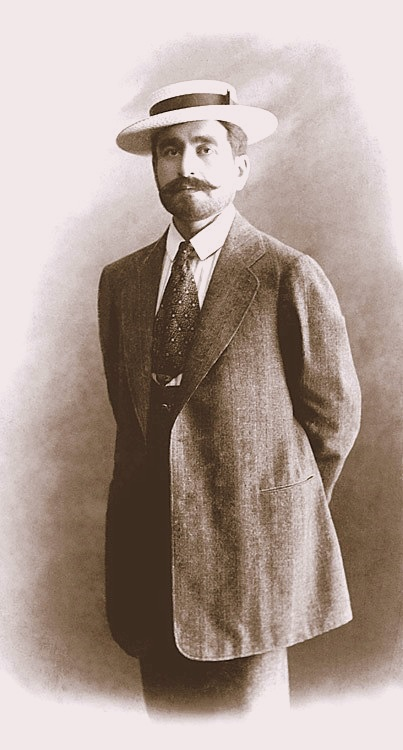
Иса-бек Ашурбеков
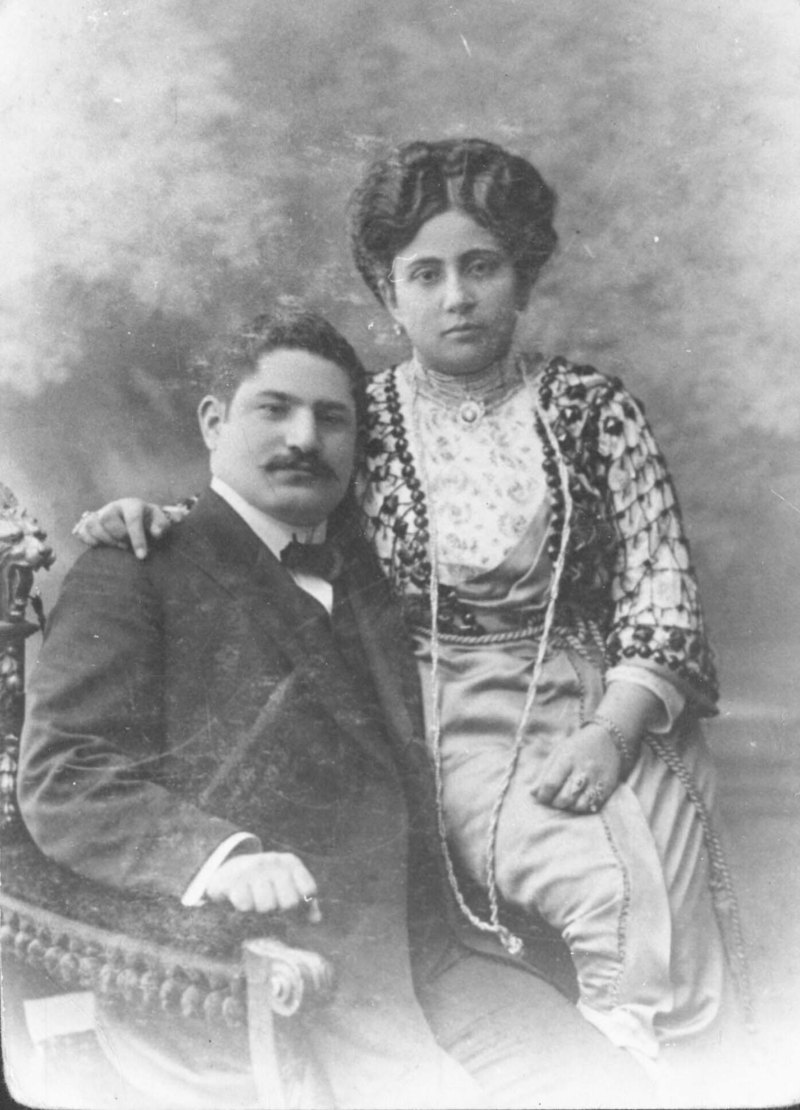
Бала-бек и Исмет ханум Ашурбековы
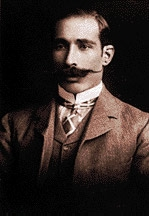
Гаджи Аждар-бек Ашурбеков
Сара Ашурбейли

## Имения Ашурбековых

### Особняк Ашурбековых
Особняк Ашурбековых был построен в 1904 году по проекту архитектора Иосифа Викентьевича Гославского на Прачечной (улица Гоголя) улице. На первом этаже особняка находился офис их фирмы. На втором этаже жил Бала-бек Ашурбеков с семьёй. Третий этаж занимали брат Теймур-бека и вдова Теймур-бека. Этот особняк свадебный подарок Теймур-бека своему младшему сыну Бала-беку. Будучи студентом в Тифлисе Бала-бек влюбляется в Исмет ханум Султанову.
Тогда его отец и принимает решение построить роскошный дом.
Парадные дома украшены росписью, в которой по приглашению Бала-бека участвовали известные бакинские художники. Во время мартовских столкновений часть особняка подверглась разграблению, но гувернантка детей Бала-бека француженка Грейло вывесила у входа французский флаг, выдав тем самым дом за здание французской миссии, посредством этого ей удалось уберечь большую часть дома от разграбления.

### Вилла Ашурбекова
Вилла Ашурбековых была построена в 1901 году на площади в 7 га на средства Теймур-бека Ашурбекова. Отдельные здания на территории виллы были расположены на вытянутой территории и размещались на верхней и нижней террасах. В планировке территории большую роль играли аллеи и дорожки. Центральная аллея начиналась от главных ворот, пересекала всю территорию и завершалась лестницей, которая вела на нижнюю террасу. Вилла была лишена торжественности архитектуры входа и особой парадности планировочного решения.